# Atltzayanca
Atltzayanca är en kommun i Mexiko.   Den ligger i delstaten Tlaxcala, i den sydöstra delen av landet, 140 km öster om huvudstaden Mexico City.
Följande samhällen finns i Atltzayanca:
- Atlzayanca
- Santa Cruz Pocitos
- Ranchería de Pocitos
- Santa María las Cuevas
- San Juan Ocotitla
- Loma de Junguito
- Mesa Redonda
- La Soledad Loma de Ocotla Ranchería